# Pulaski (contea di Beaver)
Pulaski  è una township degli Stati Uniti d'America, nella contea di Beaver nello Stato della Pennsylvania. Secondo il censimento del 2000 la popolazione è di 1.674 abitanti.

## Società

### Evoluzione demografica
La composizione etnica vede una prevalenza della razza bianca (95,40%) seguita da quella afroamericana (3,17%), dati del 2000.
| township di Pulaski Popolazione |       |
| 2000                            | 1.674 |
| Stima al 2009                   | 1.515 |